# Micha’el Etan
Micha'el Etan (hebr.: מיכאל איתן, ur. 6 marca 1944 w Tel Awiwie, zm. 8 listopada 2024) – izraelski polityk i były wojskowy. Członek partii Likud.

## Życiorys
Ukończył studia na Uniwersytecie Telawiwskim. W wojsku był m.in. oficerem szkoleniowym piechoty. Był doradcą ds. społecznych burmistrza Tel Awiwu, szefem młodzieżówki ugrupowania Herut wchodzącego w skład Likudu. Jest jednym z inicjatorów powstania oficjalnej strony internetowej Knesetu.
Po raz pierwszy wszedł do jedenastego Knesetu (w 1984) z listy partii Likud i zasiadał tam nieprzerwanie do 2013. Był członkiem wielu komisji parlamentarnych, m.in. komisji izby. W trzynastym i czternastym Knesecie był przewodniczącym klubu parlamentarnego Likud. W czternastym Knesecie od 9 lipca 1997 do 13 lipca 1998 był ministrem nauki i technologii w rządzie Binjamina Netanjahu, potem od 13 lipca 1998 pełnił stanowisko wiceministra w biurze premiera.
Po wyborach w 2009 roku, w wyniku których lider Likudu Binjamin Netanjahu utworzył koalicję rządową, Etan wszedł 31 marca 2009 w skład gabinetu jako minister ds. poprawy działalności rządu.